# Palacio de los Deportes Carlos "El Famoso" Hernández
El Palacio de los Deportes Carlos "El Famoso" Hernández está localizado en la ciudad de San Salvador, El Salvador. El edificio es administrado por el Instituto Nacional de los Deportes y aloja el desarrollo de diferentes disciplinas bajo techo. Con una capacidad para 6.000 personas, fue una de las sedes principales de los XIX Juegos Centroamericanos y del Caribe. Desde el año 2003 ostenta el nombre de uno de los boxeadores más exitosos de esta nación Carlos "El Famoso" Hernández".

## Historia
El Ministerio de Educación sacó a concurso en el año de 1975 el Palacio de los Deportes de San Salvador, el cual estaría ubicado en el antiguo Campo de Marte, llamado luego Parque Infantil. Tratándose de un proyecto de mucha importancia para el deporte,  los arquitectos Mauricio Arrieta y Ricardo Barrientos presentaron el proyecto con el seudónimo GEMINIS.
El uso del seudónimo GEMINIS se usó para que el jurado calificador del concurso no conociesen a las personas que presentaban el diseño y así que el veredicto del jurado fuera completamente imparcial.  Después de presentar los planos, descripciones técnicas y las ilustraciones de la propuesta de diseño y en un sobre sellado y lacrado se indicaba que el proyecto GEMINIS fue presentado por los arquitectos Mauricio Arrieta y Ricardo Barrientos.
En palabras del arquitecto Mauricio Arrieta explica las ansias e ilusiones que tenían si ganaban el proyecto:

"Gracias a Dios el día 11 de junio de 1975 recibimos por la mañana un telegrama del Ministerio de Educación en el cual nos felicitaban por haber resultado los ganadores del concurso efectuado para el Palacio de los Deportes de San Salvador. La alegría que tuvimos fue tremenda y por supuesto lo celebramos."

Luego de ser aprobado el diseño, se inició el diseño arquitectónico y estructural, con la cual se contó con el apoyo del ingeniero Carlos P. Kerrinckx, él explicó que la estructura propuesta del proyecto era compleja, en especial la cubierta del techo que era de tipo cubierta colgante, de las cuales se conocía poco el como construirla en el país. Por lo que se usó de asesor para la estructura al ingeniero colombiano Guillermo Gonzáles Zuleta, con el cual el arquitecto Arrieta se había comunicado con anterioridad y estaba dispuesto en transmitir su experiencia con cubiertas colgantes que él había diseñado y construido.
El ingeniero Zuleta le procuro al ingeniero Kerrinckx los elementos necesarios para calcular el proyecto, el cual inicialmente solo tenía oficina de administración, área para espectáculos de gimnasia, boxeo, esgrima, lucha, entre otros deportes, por lo que se le propuso al Ministerio de Educación incluir las oficinas de las federaciones deportivas de asa una de las disciplinas, además de las oficinas del Instituto Nacional de los Deporte, dicha propuesta fue aceptada, lo cual a procurado a todos estos deportes bajo techo tener lugares de enseñanza y de práctica para sus deportes. El Palacio de los Deportes fue inaugurado oficialmente el 28 de junio de 1980.